# Tropidozineus impensus
Tropidozineus impensus är en skalbaggsart som beskrevs av Monné och Martins 1976. Tropidozineus impensus ingår i släktet Tropidozineus och familjen långhorningar. Inga underarter finns listade i Catalogue of Life.